# 宝鸡南站

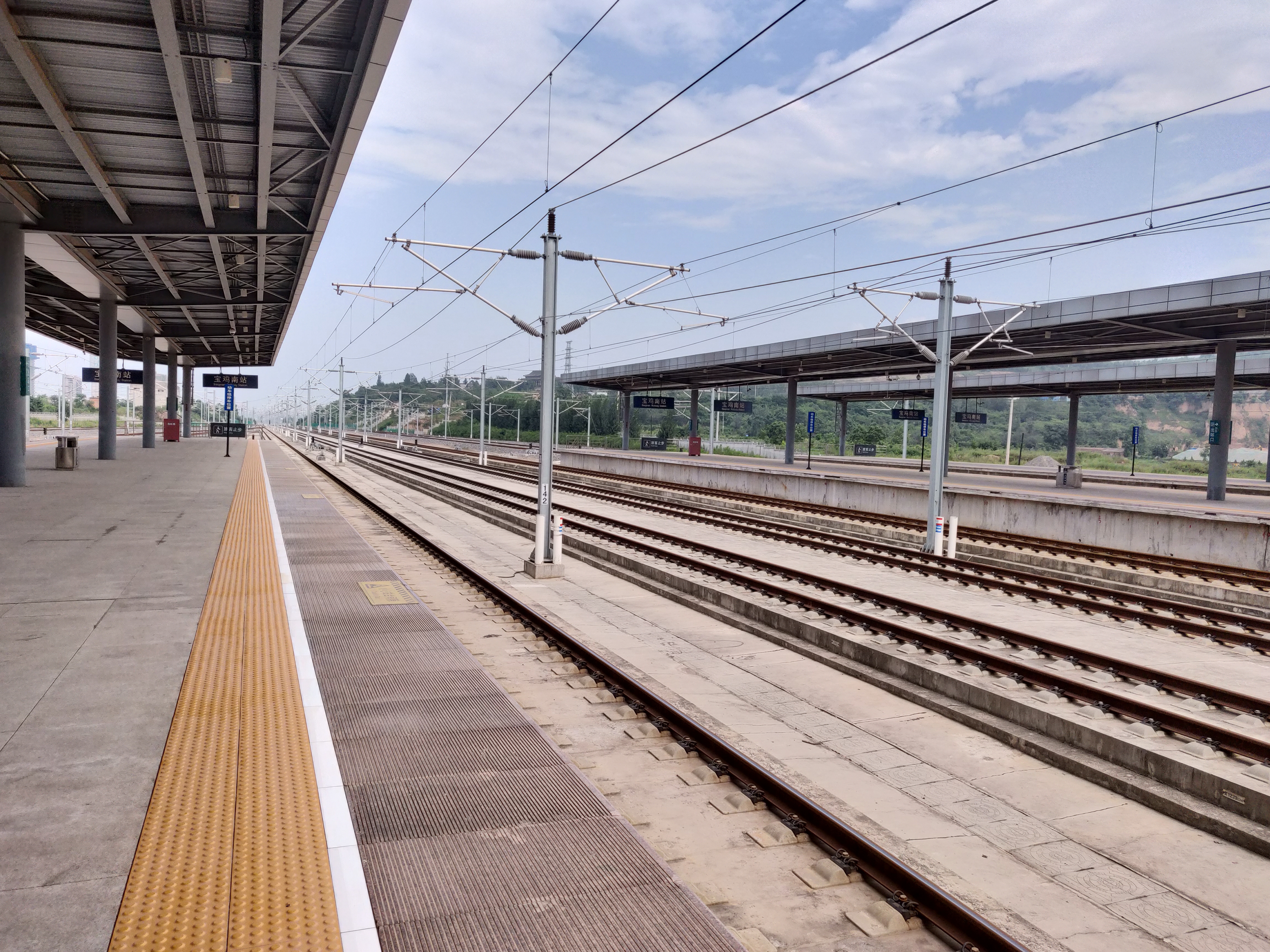
宝鸡南站站台

宝鸡南站位于中国陝西省宝鸡市高新技术产业开发区，为高铁专用站，无普速列车接发业务，是连接西宝客運專線与宝兰客運专線（均为徐兰客运专线的一部分）的重要节点站。站房面积2万平方米，车站规模5台11线（预留关中城际铁路3台3线，总计8台14线），车站附属建有5条股道的动车库一座。于2013年12月28日随西宝客運專線开通正式投入运营，原位于宝成铁路上的宝鸡南站随即改名为任家湾站。

## 歷史
- 2013年12月28日：車站啟用。

## 事件
本站在开通后站台出现沉降现象，部分区域沉降量达到10厘米。铁路部门于2016年起对其实施整治，2017年左右完工。
2018年1月11日，一列由兰州西站开往上海虹桥站的G1972次列车在该站停站办客时，发生堵门事件。视频显示，一名身穿黑色羽绒服的女子不顾周围乘务人员及警察提醒，执意站在高铁列车车门处打电话，并对其他乘客喊叫。经初步调查，该女子堵门原因系与丈夫吵架。车站派出所已经介入调查。